# Gilberto Benetton
Pour les articles homonymes, voir Benetton (homonymie).
Gilberto Benetton, né le 19 juin 1941 à Trévise et mort le 22 octobre 2018 dans la même ville, est un chef d'entreprise italien, cofondateur et codirecteur, avec ses frères et sa sœur, du groupe Benetton. 

## Biographie
Gilberto Benetton était aussi, entre autres, président d'Autogrill et membre des conseils d'administration de Pirelli, Allianz, Atlantia et Mediobanca. 
Il a reçu la Légion d'honneur en novembre 2011,.
Il meurt le 22 octobre 2018 à l'âge de 77 ans des suites d'une maladie.